# هوي كلارك
هوي كلارك (بالإنجليزية: Howie Clark)‏ هو لاعب كرة قاعدة أمريكي، ولد في 13 فبراير 1974 في سان دييغو في الولايات المتحدة.

## وصلات خارجية
- هوي كلارك على موقع دوري كرة القاعدة الرئيسي (الإنجليزية)
- هوي كلارك على موقعبيزبول رفرنس.كوم (الدوري الرئيسي) (الإنجليزية)
- هوي كلارك على موقعبيزبول رفرنس.كوم (الدوري الثانوي) (الإنجليزية)
- هوي كلارك على موقع إي إس بي إن.كوم (أم.أل.بي) (الإنجليزية)
- هوي كلارك على موقع مشجعي الرسوم البيانية (الإنجليزية)